# Густав Адолф фон Гьотцен
Густав Адолф фон Гьотцен (на немски: Gustav Adolf von Götzen) е германски изследовател на Африка, губернатор на Германска Източна Африка в периода 1901 – 1906.

## Биография

### Ранни години (1866 – 1892)
Роден е на 12 май 1866 година в семейния замък Шарфенек, тогава в Кралство Прусия (днес в Клодзко, Полша). Между 1884 и 1887 Гьотцен следва право в университетите в Париж, Берлин и Кил. През 1887 се записва в армията и е зачислен във 2-ри Улански полк с чин лейтенант.
През 1890 – 1891 година извършва първото си пътуване до Африка, като участва в ловна експедиция в подножието на Килиманджаро, която го вдъхновява за по-нататъшните му сериозни експедиции.
През 1892 г., след като става офицер във военната академия, пътува до Мала Азия с майор Валтер фон Диест.

### Експедиционна дейност (1893 – 1894)
През 1885 година Германия предприема усилена експанзия в Източна Африка, която довежда до провеждането на множество военни, завоевателни експедиции във вътрешността на континента, и в резултат на които успява да завладее и колонизира т.нар. Германска Източна Африка. Една от тези експедиции е и тази на Густав Адолф фон Гьотцен.
На 21 декември 1893 година от Пангани (в Североизточна Танзания) се отправя на запад във вътрешността на Африка. На 2 май 1894 достига до река Кагера и открива лявата съставяща я река Няварунгу. По този начин Гьотцен става вторият европеец след Оскар Бауман, който стъпва в днешната територия на държавата Руанда. Пресича вододела Нил-Конго, открива езерото Киву и изследва северната му част и планината Вирунга на север от него. Изследва пет от осемте вулкана в планината и се изкачва на вулкана Нирагонго (3470 м). Спуска се по реките Лова (десен приток на Луалаба), Луалаба и Конго и на 29 ноември 1894 година достига до Атлантическия океан, като по този начин извършва пресичане на Екваториална Африка от изток на запад. През януари 1895 се завръща в Германия.

### Губернатор на Германска Източна Африка (1895 – 1906)
Между 1896 и 1898 година Гьотцен е военен аташе на Германия в САЩ и наблюдава и отразява военната кампания на САЩ в Куба. След това работи в Генералния щаб на армията в Берлин и през 1900 е повишен в капитанско звание.
През март 1901 Гьотцен е назначен за губернатор на Германска Източна Африка и остава на този пост до 1906. По време на неговото управление през 1905 избухва въстание на местните племена, което е потушено с особена голяма жестокост. По неофициални данни се смята, че са убити около 300 хил. африканци, а германската страна загубва 15 европейци и 389 африкански войници. През 1906 Гьотцен подава оставка от поста губернатор поради влошено здраве.

### Последни години (1906 – 1910)
След връщането си от Африка Гьотцен продължава да участва активно в провеждането на германската колониална политика като работи в Министерството на колониалната политика. През 1908 е пруски посланик в Хамбург.
Умира на 2 декември 1910 година в Хамбург на 44-годишна възраст.

## Трудове
- Durh Afrika von Ost nach West, Berlin, 1899.